# Vinay, Isère
Vinay este o comună în departamentul Isère din sud-estul Franței. În 2009 avea o populație de 4.009 de locuitori.

## Evoluția populației
| An        | 1975  | 1982  | 1990  | 1999  | 2006  | 2009  |
| --------- | ----- | ----- | ----- | ----- | ----- | ----- |
| Populație | 3.198 | 3.376 | 3.410 | 3.525 | 3.803 | 4.009 |